# 卷叶薹草
卷叶薹草（学名：Carex ulobasis）为莎草科薹草属的植物。分布在俄罗斯远东地区和东西伯利亚、朝鲜以及中国大陆的黑龙江、内蒙古等地，生长于海拔500米的地区，常生长在山坡阳坡疏林下、灌丛下以及草甸，目前尚未由人工引种栽培。